# Glossosphecia sherpa
Glossosphecia sherpa is een vlinder uit de familie wespvlinders (Sesiidae), onderfamilie Sesiinae.
Glossosphecia sherpa is voor het eerst wetenschappelijk beschreven door Bartsch in 2003. De soort komt voor in het Oriëntaals gebied.